# San Giusto (Trieste)

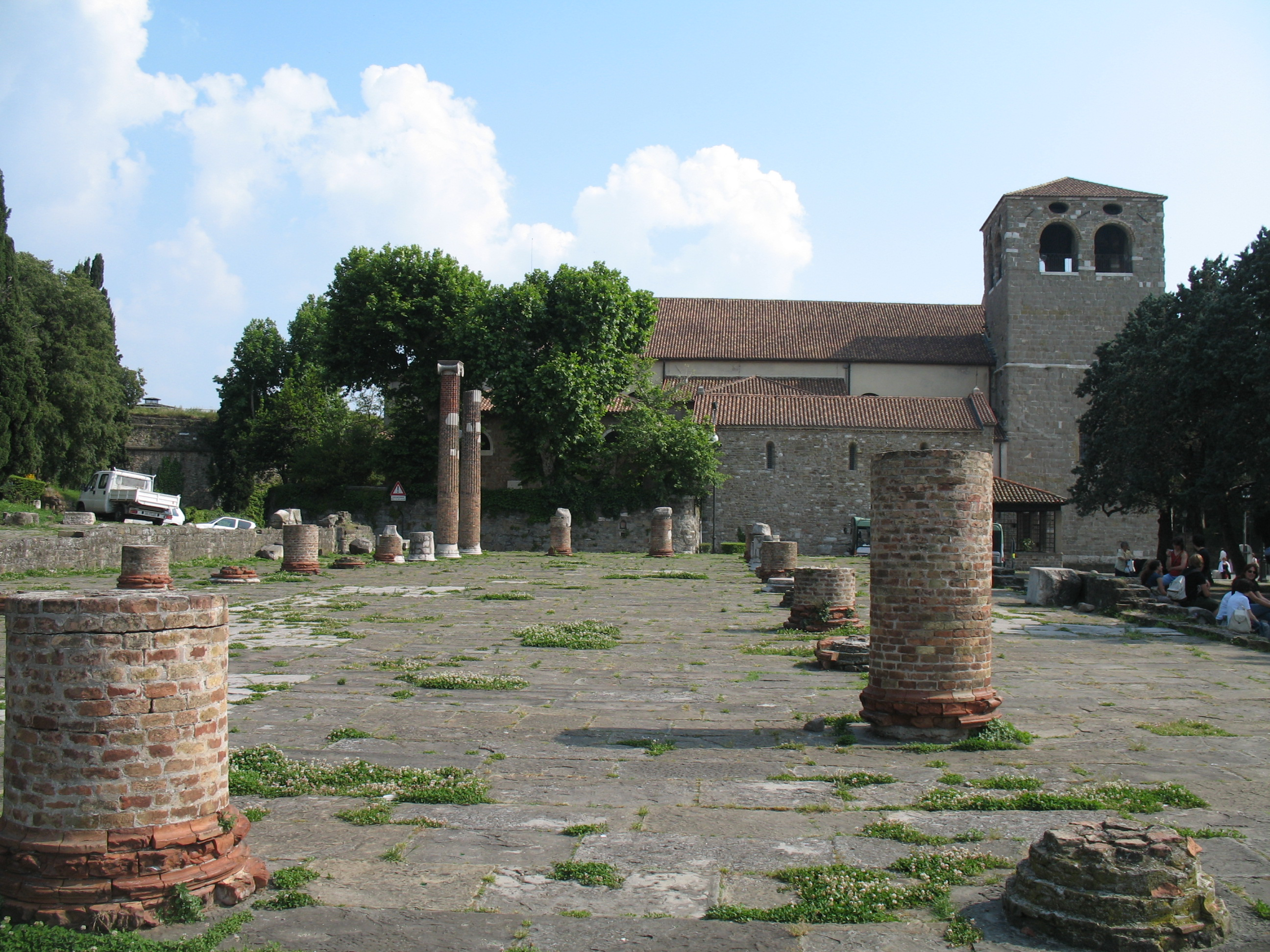
Il foro romano e la cattedrale sulla sommità del colle di San Giusto

Il colle di San Giusto è il centro storico di Trieste. Già nel primo secolo vi si trovava una grande basilica civile romana, il che lascia presumere che sulla riva del mare sottostante esistesse già allora un abitato abbastanza grande.
È situato, come simbolo della città, sulla collina, la parte più antica di Trieste.
Nei secoli XIV e XV fu eretta una fortezza sul colle e la città fu cinta con mura. Dato che la cinta muraria comprendeva solo un versante della collina ed un tratto di riva ai suoi piedi, la Trieste medievale si identifica, sostanzialmente, con il colle di San Giusto.

## Dati storici

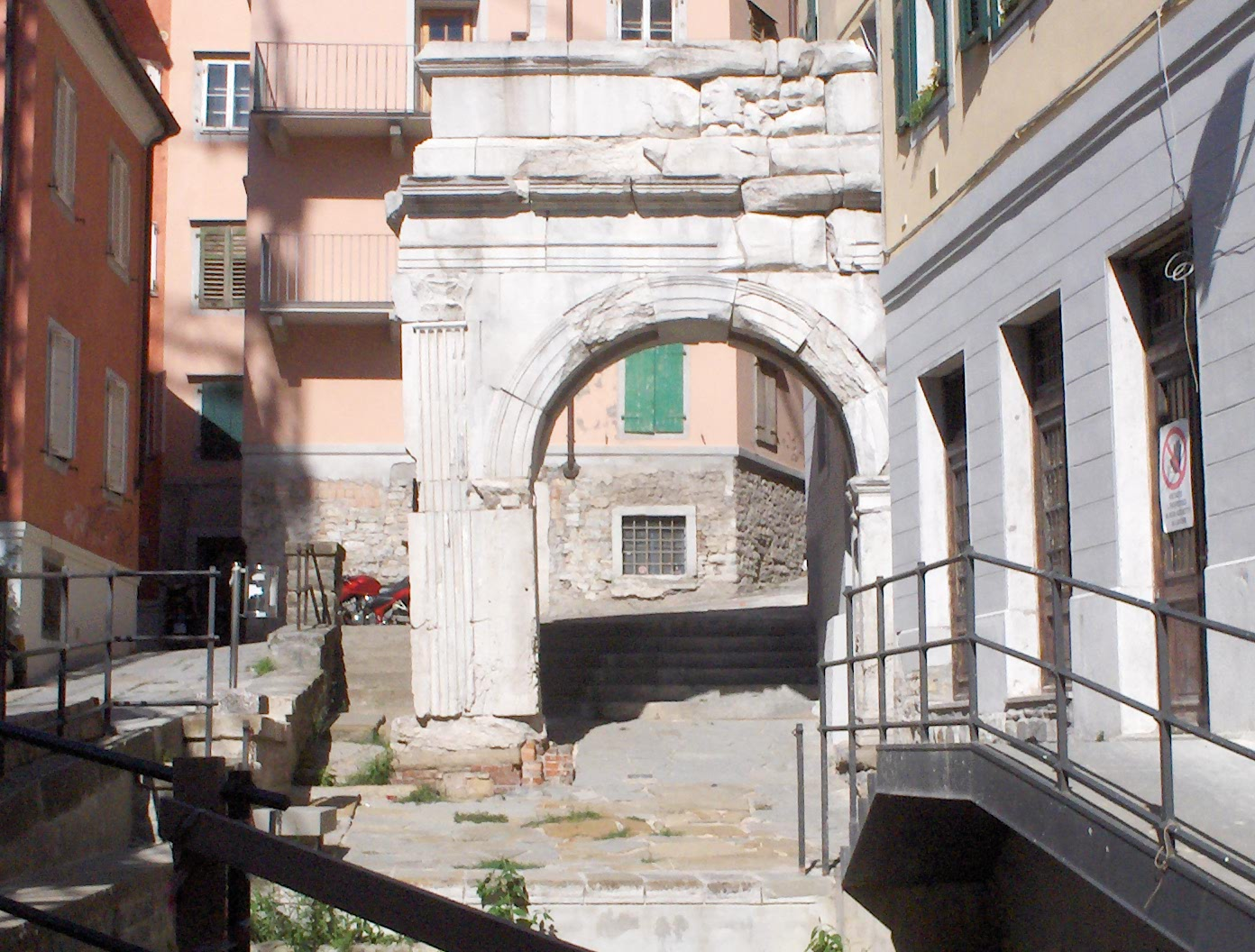
L'Arco di Riccardo, alla base del colle

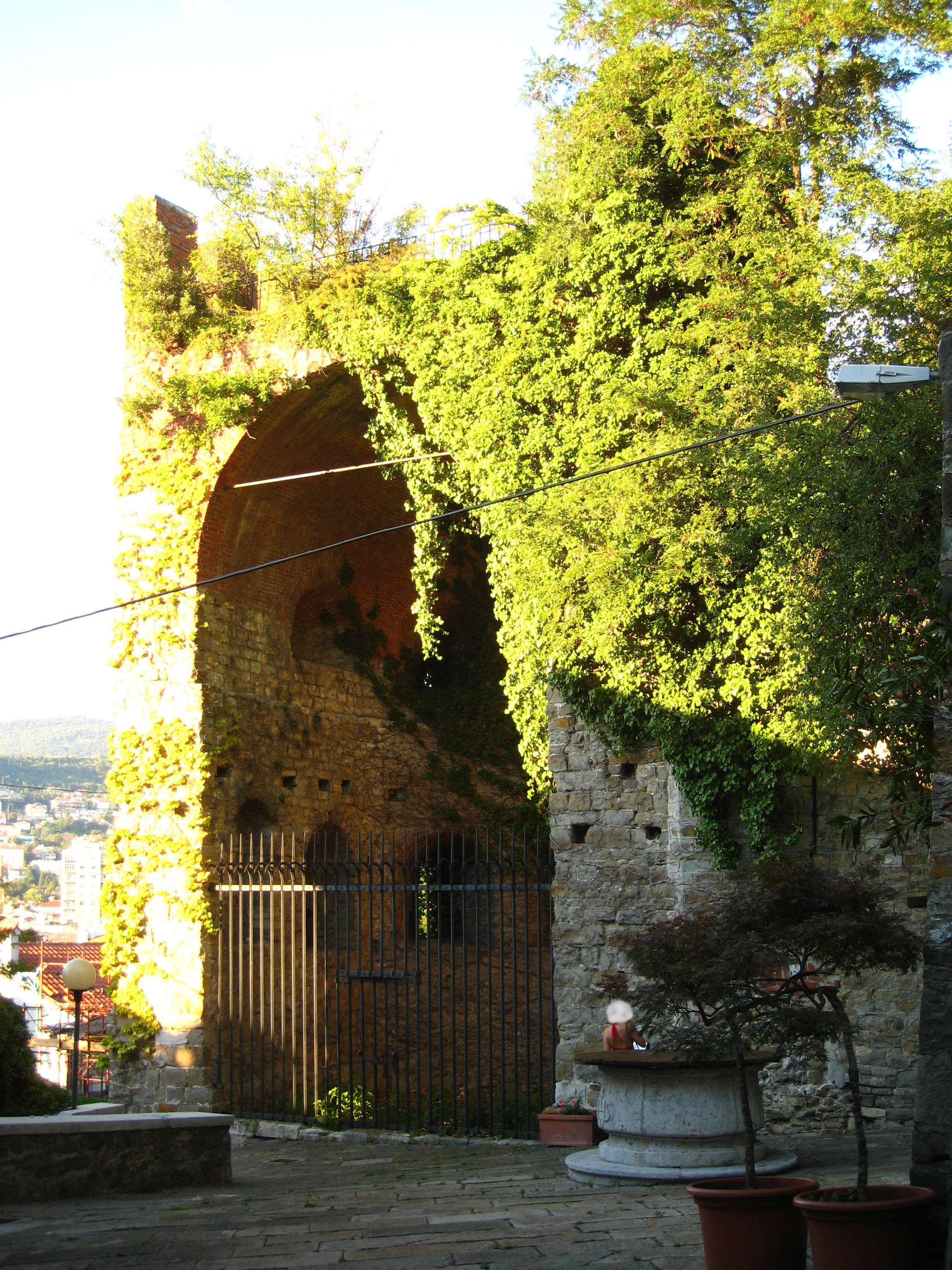
Salendo lungo il pendio del colle si incontra Tor Chucherna, l'unica torre di osservazione rimasta della cinta delle antiche mura

I più antichi reperti archeologici sul colle di San Giusto sono i resti di un propileo (antico portale monumentale greco) risalente al primo secolo. I resti sono oggi visibili, attraverso una grata, inglobati nel campanile della cattedrale omonima. Il propileo fu eretto in cima all'allora principale strada cittadina (l'odierna via della Cattedrale) che saliva dalla riva del mare fino al punto più elevato della città.
Non è noto però che cosa si trovasse sulla sommità stessa del colle, cioè dietro tale ingresso monumentale che misurava ben 17,20 metri in larghezza e 5,28 metri in profondità. Verosimilmente si trattava di un tempio, oppure un complesso di templi, dedicati a Giove, Giunone e Minerva, smantellati durante i secoli. Le colonne oggi visibili nel campanile costituivano l'estremità anteriore sinistra del complesso, mentre si possono visitare i resti della parte destra e della scalinata che li collegava, scendendo sotto la chiesa attraverso l'adiacente Orto Lapidario. Per quanto si sa, questo è l'unico propileo romano conservatosi in Europa.
Risalgono al primo secolo anche i resti di una basilica civile, di cui si vedono, a poca distanza dal campanile, i ceppi di varie colonne. Questo edificio, costruito in direzione nord-sud, era molto grande, più di 20 metri in larghezza e quasi 100 metri in profondità, il che fa presumere una certa consistenza della popolazione.
Mentre il propileo, sebbene inglobato in costruzioni posteriori, è abbastanza conservato, della basilica civile rimangono solo due file di ceppi colonnari. Molto probabilmente tutto il resto fu riutilizzato nel secolo V come materiale per la costruzione della basilica paleocristiana, eretta a pochi metri di distanza, ma in direzione est-ovest, che incorporò anche il propileo utilizzandolo come base per il campanile.
Non ci sono molti dati storici su questa chiesa che si presume andata demolita dalle incursioni barbare. Ciò che ne rimase, la parte posteriore e il campanile, fu utilizzato per ricavare una chiesa più piccola (cioè meno larga), consacrata a Santa Maria, Madre di Dio.  Ma sono più che altro ricostruzioni storiche, dato che fino all'XI secolo non ci sono dati certi. Le uniche testimonianze sono i molti reperti archeologici, tra l'altro una pavimentazione musiva con pietre bianche rosse e nere, e un'iscrizione che testimonia il restauro della chiesetta avvenuto nel 547 per intervento del vescovo Frugifero, primo vescovo triestino conosciuto.
Storicamente parecchio più tardo è il sacello di san Giusto, costruito appositamente per contenere le reliquie del santo patrono della città. Gli storici non concordano sull'esatta data della sua costruzione, ma la pongono comunque entro il secolo X, ad eccezione della cupola che risale al secolo XII, ed ai mosaici interni attribuibili al secolo XIII. In data imprecisata la cappella venne allungata fino a diventare una chiesa vera e propria, ma sembra certo che ciononostante venisse sempre considerata facente parte della chiesa di Santa Maria che si trovava di fronte, dall'altra parte della strada principale della città.

## La cattedrale
La Cattedrale di San Giusto è il principale edificio religioso cattolico della città. Come riporta la maggior parte degli storici triestini, l'aspetto attuale della cattedrale deriva dall'unificazione delle due preesistenti chiese di Santa Maria e di quella dedicata al martire san Giusto, che la tradizione vuole venissero inglobate sotto uno stesso tetto per dare alla città una cattedrale imponente, da Rodolfo Pedrazzani da Robecco che fu vescovo di Trieste tra gli anni 1302 e 1320.
L'austera facciata della chiesa è arricchita da un enorme rosone di pietra carsica, elaborato sul posto dai maestri scalpellini. Sia il campanile che la facciata della chiesa sono generosamente coperti con reperti del periodo romano, con i quali si intendeva ingentilire la pesantezza della costruzione. Alla chiesa è addossato il basso campanile, sulla cui parete si trova la statua di San Giusto.

## La fortezza

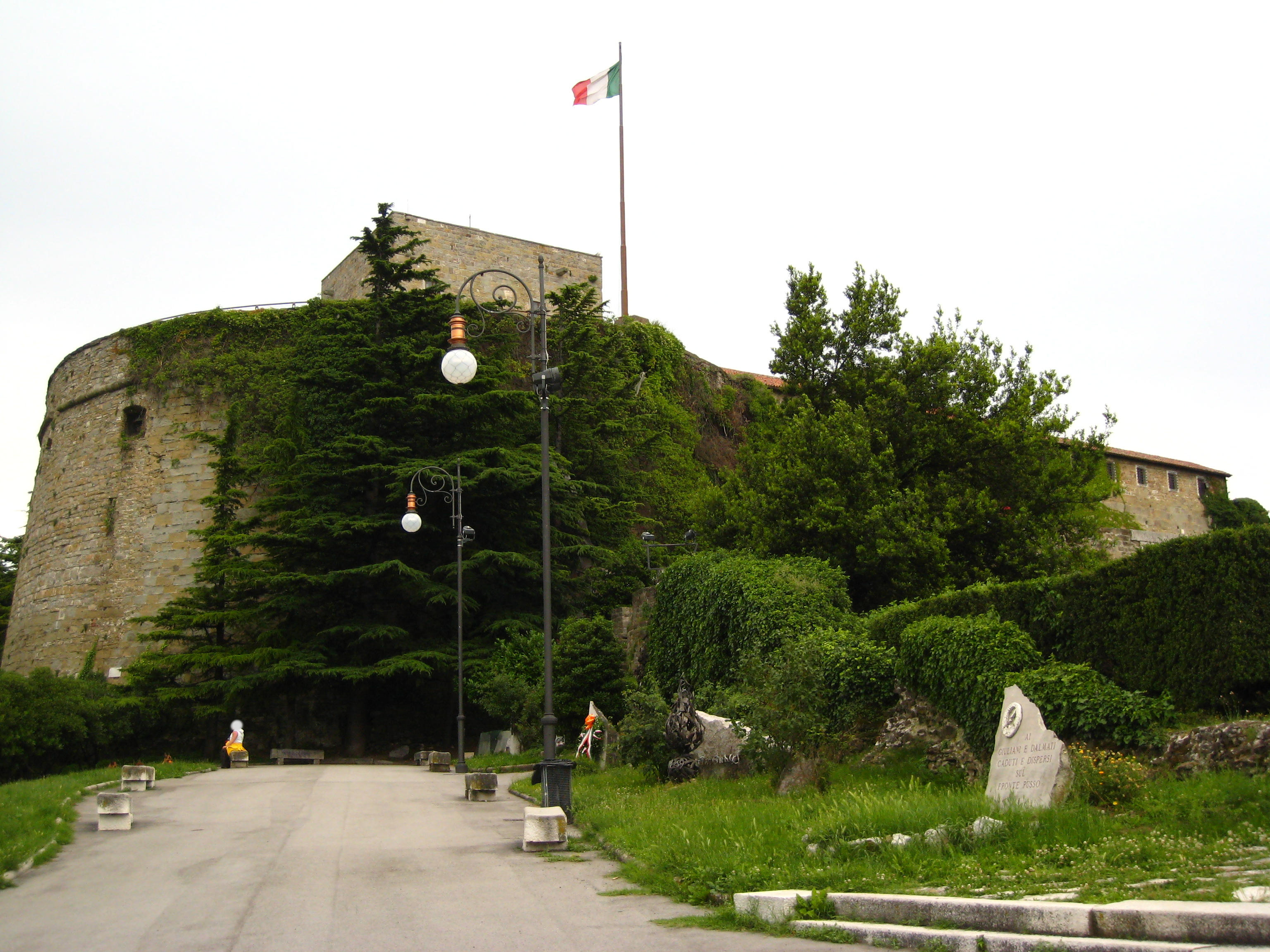
Il castello di San Giusto

Come testimoniano le rovine di vari manufatti (la basilica, l'anfiteatro, l'acquedotto), già in epoca romana Trieste doveva essere un centro abitato notevole, in quanto certamente uno sperduto villaggio non avrebbe necessitato di costruzioni tanto imponenti. Si può parlare già di città, visto che fin dall'anno 33 a.C. l'imperatore Ottaviano la fece circondare da mura, come testimonia il Portale di Riccardo nella parte vecchia di Trieste.
È possibile perciò presumere che sul colle di San Giusto si trovasse oltre alla basilica pure un tempio e sicuramente una postazione militare. Dalla sommità del colle si gode infatti un'eccellente vista sul mare che all'epoca costituiva un grande vantaggio strategico.
Ma se la presenza di un tempio è suggerita dal propileo, la postazione militare rimane solo un'ipotesi, perché non esiste alcuna testimonianza in merito. Se ne parla appena dopo il 1369, anno in cui i Veneziani occuparono la città. Nel 1371 il Senato veneziano decretò la costruzione di due castelletti: il primo fu eretto a tempo di record, due anni, sul colle di San Giusto, ed il secondo (dopo un primo progetto non approvato) fu ricavato da tre torri delle mura cittadine sul mare e fu chiamato Ad marina (in quanto situato vicino al mare). Ma ambedue andarono distrutti già nel 1380 per opera dei genovesi.

## Il Parco della Rimembranza
Tra gli interventi urbanistici del Ventennio, spicca certamente la sistemazione del Parco della Rimembranza sul colle di San Giusto, su progetto dell'ingegner Vittorio Privileggi (1933-1935). Venne iniziata con la creazione della larga Via Capitolina, una strada panoramica che sale dolcemente attorno al colle fino a raggiungere la cattedrale.
Tutto il versante del colle tra questa strada ed il castello venne consacrato alla memoria dei "caduti in tutte le guerre" e disseminato da grezzi cippi di pietra carsica con i nomi di combattenti noti ed ignoti. In cima si erge il monumento ai Caduti, complesso scultoreo di Attilio Selva e Enrico Del Debbio, dedicato ai volontari triestini caduti nella prima guerra mondiale.
Presente pure una targa ai caduti triestini della prima guerra mondiale che combatterono per l'Impero Asburgico, la maggioranza dei caduti triestini.
Dall'altra parte del colle il parco si conclude con un'alta fontana, simile ad un obelisco. La fontana, progettata sempre da Privileggi, fu installata sulla sua sommità nel 1938 in occasione della visita di Mussolini, ed era originariamente illuminata da luci tricolori. Non era prevista la creazione di un'opera che durasse nel tempo, dato che la si intendeva abbattere dopo la dipartita del Duce. Ma così non fu e la snella fontana svetta tuttora sopra la lunghissima gradinata che scende verso piazza Goldoni (1907 - architetti Ruggero ed Arduino Berlam); dopo un lungo periodo di inattività e due restauri, la fontana è di nuovo in funzione dal 2006.
La gradinata è costituita da due ali di scale che abbracciano un parco rettangolare, composto da piante multicolori disposte in modo da rappresentare lo stemma di Trieste, un'alabarda bianca su sfondo rosso, disegno che si vede molto chiaramente dalla piazza sottostante. La gradinata monumentale, denominata scala dei giganti, sbocca in piazza Goldoni ai lati dell'imboccatura della galleria che passa sotto il colle.

## Galleria fotografica - sommità del colle

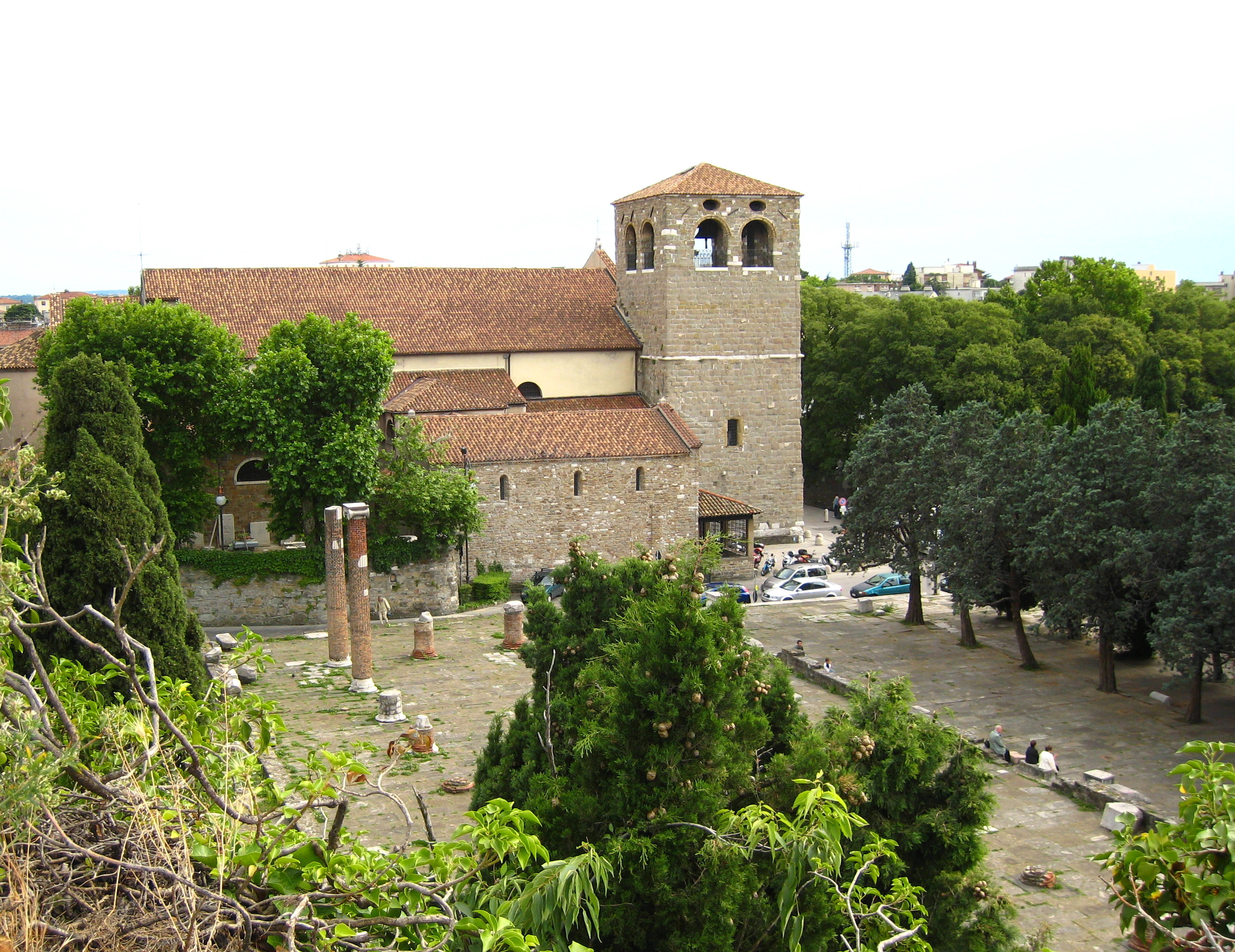
Il tozzo campanile della basilica
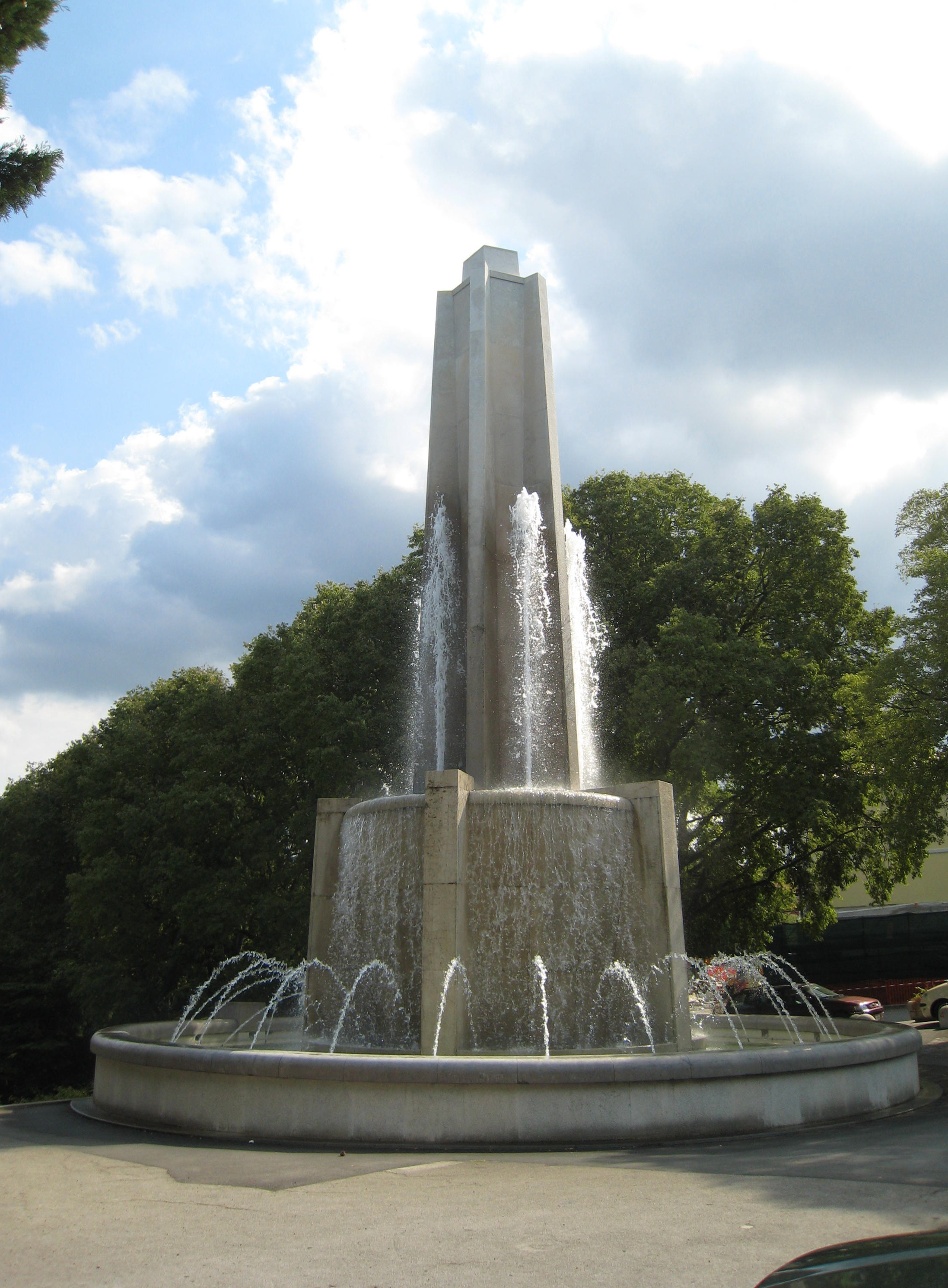
La fontana in cima alla scala dei giganti
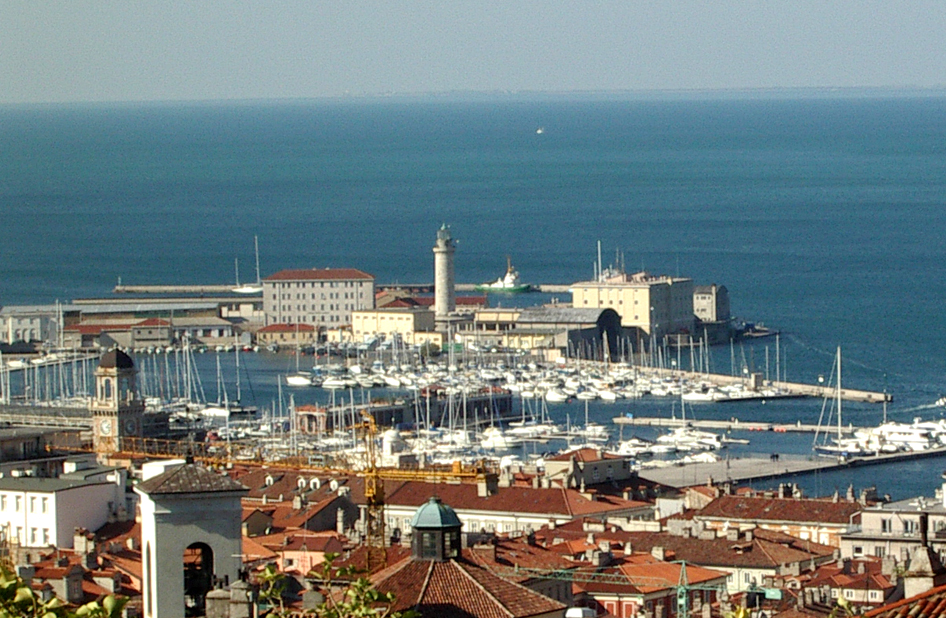
Panorama di Trieste dalla sommità del colle
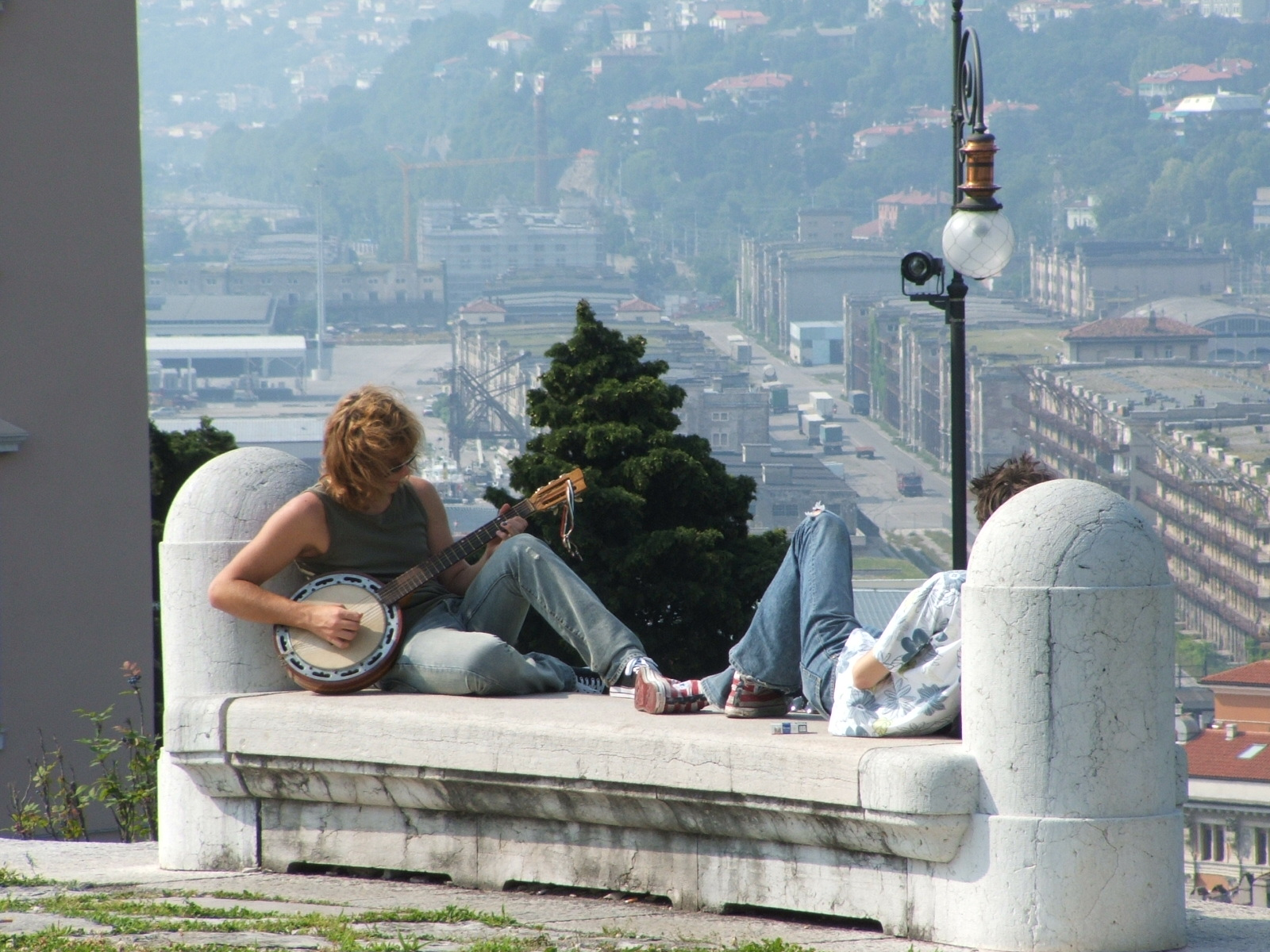
Giovane suonatore di banjo a San Giusto